# World Cup of Darts 2014
World Cup of Darts 2014 er en udgave af verdensmesterskabet i Dart for tomandshold.
Turneringen bliver afholdt i Hamborg, Tyskland 6.-8. juni 2014. 
De forsvarende mestre er England med Phil Taylor og Adrian Lewis, som har vundet de to seneste år.